# Aedes africanus
Aedes africanus är en tvåvingeart som först beskrevs av Theobald 1901.  Aedes africanus ingår i släktet Aedes och familjen stickmyggor. Inga underarter finns listade i Catalogue of Life.